# Campeonato Mundial de Fútbol para Ciegos
La Campeonato Mundial de Fútbol para Ciegos de la IBSA, o simplemente Campeonato Mundial de Fútbol para Ciegos, es un torneo internacional oficial de Fútbol 5 adaptado para personas ciegas en la que participan selecciones nacionales a nivel mundial.
Este evento deportivo se realiza cada cuatro años desde 1998 y se ha realizado en 8 ocasiones, en las que solo dos países han alzado el trofeo:Argentina y Brasil.
En base al sistema de clasificación por grado de discapacidad que utiliza IBSA solamente está permitido que participen deportistas de categoría B1 que poseen la característica de: totalmente o casi totalmente ciego; desde no percepción de luz a percepción de luz pero inhabilidad para reconocer la forma de una mano. Por lo tanto de forma obligatoria los jugadores de campo deben jugar con parches oculares y antifaces para igualar las condiciones de visión. El arquero está exceptuado de utilizarlo y es el único jugador sin discapacidad visual.
El balón incluye en su interior elementos sonoros que permite a los jugadores detectar la posición del mismo.

## Resultados

### Campeonatos
| Edición | Sede                         |           | Campeón         | Final Resultado | Subcampeón |                 | Tercer lugar | Resultado | Cuarto lugar | N.º de selecciones |
| 1998    | Campinas, Brasil             | Brasil    | 1:0             | Argentina       | España     | 2:0             | Colombia     | 6         |              |                    |
| 2000    | Jerez de la Frontera, España | Brasil    | 3:0             | Argentina       | España     | 4:0             | Grecia       | 8         |              |                    |
| 2002    | Río de Janeiro, Brasil       | Argentina | 4:2             | España          | Brasil     | 2:0             | Colombia     | 9         |              |                    |
| 2006    | Buenos Aires, Argentina      | Argentina | 1:0             | Brasil          | Paraguay   | 2:1             | España       | 8         |              |                    |
| 2010    | Hereford, Inglaterra         | Brasil    | 2:0             | España          | China      | 1:0             | Inglaterra   | 10        |              |                    |
| 2014    | Tokio, Japón                 | Brasil    | 1:0             | Argentina       | España     | 0:0 2:0 penales | China        | 12        |              |                    |
| 2018    | Madrid, España               | Brasil    | 2:0             | Argentina       | China      | 2:1             | Rusia        | 16        |              |                    |
| 2023    | Birmingham, Inglaterra       | Argentina | 0:0 2:1 penales | China           | Brasil     | 7:1             | Colombia     | 16        |              |                    |

### Palmarés
En cursiva, se indica el torneo en que el equipo fue local.
| Selección  | Campeón                          | Subcampeón                 | Tercer puesto        | Cuarto puesto        |
| ---------- | -------------------------------- | -------------------------- | -------------------- | -------------------- |
| Brasil     | 5 (1998, 2000, 2010, 2014, 2018) | 1 (2006)                   | 2 (2002, 2023)       |                      |
| Argentina  | 3 (2002, 2006, 2023)             | 4 (1998, 2000, 2014, 2018) |                      |                      |
| España     |                                  | 2 (2002, 2010)             | 3 (1998, 2000, 2014) | 1 (2006)             |
| China      |                                  | 1 (2023)                   | 2 (2010, 2018)       | 1 (2014)             |
| Paraguay   |                                  |                            | 1 (2006)             |                      |
| Colombia   |                                  |                            |                      | 3 (1998, 2002, 2023) |
| Grecia     |                                  |                            |                      | 1 (2000)             |
| Inglaterra |                                  |                            |                      | 1 (2010)             |
| Rusia      |                                  |                            |                      | 1 (2018)             |